# Aphrophora fulva
Aphrophora fulva är en insektsart som beskrevs av Doering 1941. Aphrophora fulva ingår i släktet Aphrophora och familjen spottstritar. Inga underarter finns listade i Catalogue of Life.